# Letterboxing
Il letterboxing è un hobby all'aperto che combina elementi di orienteering, arte e risoluzione di puzzle. I letterboxer nascondono piccole scatole resistenti alle intemperie in luoghi accessibili al pubblico (come i parchi) e distribuiscono indizi per trovare la scatola nei cataloghi stampati, su uno dei numerosi siti web o con il passaparola. Le singole cassette delle lettere contengono un taccuino e un timbro di gomma, preferibilmente intagliato a mano o personalizzato. I cercatori fanno un'impronta del timbro della cassetta delle lettere nel loro taccuino personale e lasciano un'impronta del timbro della loro firma personale sul "libro dei visitatori" o sul "registro" della cassetta delle lettere, come prova di aver trovato la cassetta e di far sapere agli altri che hanno visitato la cassetta delle lettere. Molti letterboxer tengono traccia del loro "conteggio delle scoperte".

## Storia
L'origine del letterboxing può essere fatta risalire a Dartmoor, Devon, Inghilterra nel 1854. William Crossing nella sua Guide to Dartmoor afferma che una nota guida di Dartmoor (James Perrott) mise una bottiglia per biglietti da visita a Cranmere Pool su la brughiera settentrionale nel 1854. Da qui gli escursionisti delle brughiere iniziarono a lasciare una lettera o una cartolina all'interno di una scatola lungo il sentiero (a volte indirizzata a se stessi, a volte a un amico o parente), da cui il nome "letterboxing". La persona successiva a scoprire il sito raccoglierà le cartoline e le invierà. Nel 1938 una targa e una cassetta delle lettere in memoria di Crossing furono poste a Duck's Poola sud di Dartmoor.
Le prime cassette delle lettere di Dartmoor erano così remote e ben nascoste che solo i camminatori più determinati le avrebbero trovate, lasciando passare settimane prima che la lettera tornasse a casa. Fino agli anni '70 non c'erano più di una dozzina di siti di questo tipo intorno alla brughiera, di solito nei luoghi più inaccessibili. Tuttavia, sempre più spesso le cassette delle lettere sono state collocate in siti relativamente accessibili e oggi ci sono migliaia di cassette delle lettere, molte facilmente raggiungibili a piedi dalla strada. Di conseguenza, la tradizione di lasciare una lettera o una cartolina nella scatola è stata dimenticata.
L'iscrizione al "Club 100" è aperta a chiunque abbia trovato almeno 100 cassette delle lettere su Dartmoor. Gli indizi sull'ubicazione delle cassette delle lettere sono pubblicati dal "Club 100" in un catalogo annuale. Alcune cassette delle lettere rimangono tuttavia "passaparola" e gli indizi sulla loro posizione possono essere ottenuti solo dalla persona che ha posizionato la cassetta. Alcuni indizi possono essere trovati anche in altre cassette delle lettere o su Internet, ma questo è più comunemente per le cassette delle lettere in luoghi diversi da Dartmoor, dove non esistono "100 Club" o cataloghi.
Il letterboxing è diventato uno sport popolare, con migliaia di escursionisti che si riuniscono per la caccia alla scatola e mentre in alcune zone di Dartmoor è particolarmente popolare tra i bambini, alcune delle scatole più difficili da trovare e i terreni più difficili sono più adatti agli adulti più esperti".
Le cassette delle lettere possono essere trovate in altre aree del Regno Unito, comprese le North York Moors, e si sono diffuse in tutto il mondo. L'artista scozzese Alec Finlay ha collocato cassette delle lettere con poesie circolari con timbri in gomma in luoghi in tutto il mondo, incluso lo Yorkshire Sculpture Park.
Si ritiene generalmente che l'interesse per il letterboxing negli Stati Uniti sia iniziato con un articolo sullo Smithsonian Magazine nell'aprile 1998. Gran parte della terminologia sottostante è associata al letterboxing negli Stati Uniti e non sarebbe familiare ai letterboxer del Regno Unito. La crescente popolarità dell'attività in qualche modo simile del geocaching durante gli anni 2000 ha aumentato l'interesse anche per il letterbox. Gli indizi sulle cassette delle lettere americane sono comunemente pubblicati su diversi siti web.

## Raduni
I letterboxer organizzano eventi, solitamente chiamati incontri o raduni. La prima riunione della cassetta delle lettere si è tenuta a Dartmoor e ora si tiene due volte all'anno nei "giorni del cambio dell'orologio" (a marzo e ottobre). I raduni negli Stati Uniti sono solitamente in parchi o luoghi con spazio sufficiente per un grande gruppo di letterboxer per incontrarsi e fare scambi (scambio di francobolli personali e / o viaggiatori personali), oltre a parlare e discutere idee di scatole. Le riunioni negli Stati Uniti di solito hanno uno speciale "timbro Evento" di un giorno. In alcuni raduni, le scatole vengono create o donate per essere piantate nelle vicinanze appositamente per essere trovate dai partecipanti alla riunione.
Il primo raduno in Nord America si è tenuto nel novembre 1999 presso The Inn at Long Trail a Killington, nel Vermont.